# 乔拉
乔拉（Chhora），是印度西孟加拉邦Barddhaman县的一个城镇。总人口12839（2001年）。

## 人口
该地2001年总人口12839人，其中男性7023人，女性5816人；0—6岁人口1632人，其中男842人，女790人；识字率51.07%，其中男性为60.40%，女性为39.80%。